# Grigore Țamblac
Grigore Țamblac (n. 1365, Veliko Tărnovo, Țaratul Vlaho-Bulgar – d. 1420, Kiev, Cnezatul Kievului, Marele Ducat al Lituaniei) a fost un cleric creștin ortodox, personalitate importantă al Evului Mediu răsăritean, adept al reunirii Bisericii Ortodoxe cu Biserica Catolică, participant la Conciliul de la Konstanz.

## Biografie
Grigore Țamblac a fost un orator bisericesc, scriitor, diplomat și mitropolit al Kievului. Asupra originii sale s-au exprimat câteva păreri: că ar fi fost de origine bulgar, aromân sau român din Târnovoul Bulgariei (argumentându-se cu o posibilă etimologie a numelui său, din Sam și Blahu). Grigore Țamblac s-a născut în anul 1367 la Târnovo și a murit în perioada cuprinsă între anii 1419-1420 la Kiev. Tatăl său a fost fratele mitropolitului Ciprian de Kiev. Acest fapt i-a influențat cariera. În actele Patriarhiei de Constantinopol a fost consemnat drept călugăr în cercurile patriarhului de Kiev. În această calitate a fost trimis în anul 1401 în misiune la Suceava, împreună cu diaconul Manuel, cu scrisoarea patriarhală de recunoaștere a mitropolitului Iosif Mușat al Moldovei, rudă cu Alexandru cel Bun. Erau vremuri grele pentru ortodoxia răsăriteană: Țaratul Bulgar căzuse sub turci, Constantinopolul fusese asediat în anul 1400, iar Lituania avea pretenții teritoriale față de Rusia Kieveană.
După încheierea misiunii, Manuel se întoarce la Constantinopol, iar Grigore Țamblac rămâne în Țara Moldovei până în anul 1414, când va urma unchiului său, la scaunul mitropolitan al Kievului. În Moldova a activat ca presbiter (preot) și monah predicator la Biserica Mirăuți. Alături de mitropolitul Iosif și alți erudiți ai epocii a fost dascăl la Academia Domnească de la Suceava. În această perioadă scrie în limbile greacă și slavonă „Viața Sfântului Ioan cel Nou de la Suceava” (păstrate în copiile făcute de Grigore Uric, altă personalitate din vremea lui Alexandru cel Bun, cel care conducea prima școală de miniatură de la Mănăstirea Neamț), textul și muzică cratimei Sfântul Ion cel Nou de la Suceava și predicele în limba română, din care s-au păstrat 17.
Predicile lui exprimă o idee curentă în vremea respectivă: groază de islamism și dragostea pentru tradiție. Aceeași idee o va exprima și în cuvântarea sa de la sinodul conciliarist din 1414-1416 de la Konstanz, în landul german Baden-Württemberg de azi. Moldova și Muntenia figurează pentru prima data la o conferința internațională, fiind reprezentate de Grigore Țamblac, care între timp a fost ales mitropolit al Kievului de Sinodul de la Novgorod. Grigore Țamblac a sosit la Konstanz abia în ianuarie 1416, fiind primit cu mare respect ca reprezentant al Constantinopolului. Avea misiunea, venită și din partea împăratului, de a realiza unirea celor două biserici, ca formă de luptă împotrivă expansiunii islamului în Europa, după cum relatează în jurnalul său, cardinalul Filastre. Cuvântarea sa a evidențiat necesitatea coeziunii creștine. În final l-a atenționat pe papa Martin al V-lea: „Fie dar să nădăjduim, prea fericite părinte, că sfinția voastră a arătat sinceritate și nu va răbda mai departe ca atâtea popoare să fie despărțite de altele”. 
Participarea sa la Conciliul Ecumenic de la Konstanz i-a fost reproșată ulterior. Biserica Rusă l-a acuzat  de sprijin al unirii cu Biserica Catolică. Pentru a evita persecuția, a abdicat din toate funcțiile și pozițiile religioase și a murit probabil la scurt timp după aceea.

## Memoria
Dealul Tsamblak de pe Insula Livingston din Insulele Shetland de Sud, Antarctica, poartă numele lui Grigore Țamblac /  Gregory Tsamblak.
Universitatea de Stat „Grigore Țamblac” din Taraclia (Republica Moldova) îi poartă numele.